# O spící princezně, šípkových růžích a uražené víle
O spící princezně, šípkových růžích a uražené víle je československá pohádka z roku 1983, režírovaná Milošem Bobkem.

## Obsah
Po narození princezny Růženky uspořádal král s královnou křtiny, na které nepozvali vílu Grizeldu. Ta poté nad kolébkou pronesla kletbu, že se princezna píchne do prstu o trn růže, a království bude spát po dobu sta let. Zachránit ji a celé království může princ svým polibkem. Den před oslavou Růženčiných narozenin  přijde na zámek chasník z vesnice, Václav. V tuto chvíli se zdá, že je království v bezpečí, nicméně na scénu přichází zrazená víla Grizelda, která se těší na splnění své sudby. Grizelda jako dar přinese šípkové růže, o které se Růženka zraní a království usíná.
Uteklo téměř sto let a Vašek, prasynovec Václava, který se nikdy neoženil a již dávno zemřel, se vydal na zámek, aby Růženku probudil. I přestože je pouhý chasník, princeznu i království zachrání, a nakonec získá i ruku princezny Růženky.

## Obsazení
| Eva Horká           | princezna Růženka |
| František Kreuzmann | Vašek             |
| Adolf Filip         | král              |
| Milena Dvorská      | královna          |
| Miriam Hynková      | chůva             |
| Ljuba Krbová        | komorná           |
| Simona Stašová      | víla Grizelda     |
| Helena Friedrichová | víla Fílinka      |
| Sylva Sequensová    | víla Žofinka      |
| Václav Vydra        | princ Jaromír     |
| Jiří Knot           | princ Slavomír    |
| Alena Kreuzmannová  | Vaškova matka     |

## Tvůrci a štáb
- Režie: Miloš Bobek
- Scénář: Jarmila Turnovská
- Dramaturgie: Kateřina Krejčí, Anna Jurásková
- Hlavní kameraman: Milan Dostál
- Vedoucí výrobního štábu: Eva Hladíková
- Hudba: Otmar Mácha
- Texty písní: Jana Štroblová
- Choreograf: Karel Bednář
- Výtvarník dekorací: František Skřípek
- Výtvarník kostýmů: Stella Drozdová
- Ilustrace: Zdeněk Chotěnovský
- Zvuk: Václav Nosek
- Střih: Ondřej Pechar
- Střih záznamu: Jaroslav Šafář, Zuzana Zemanová
- Masky: Nevena Thielová, Petr Hovorka
- Kameramani: Jan Hušek, Petr Prima, Antonín Kovács
- Asistent režie: Marek Šebesťák
- Pomocná režie: Magda Ratajová

## Produkční a technické údaje
- Premiéra: 24. prosinec 1983, I. program Československé televize (od 11:00)
- Výroba: Československá televize Praha, Hlavní redakce vysílání pro děti a mládež, © 1983
- Barva: barevný
- Jazyk: čeština
- Délka: cca 55 minut
- Formát obrazu: 4:3